# ザ・スクールコップ
『ザ・スクールコップ』（ザ スクールコップ）は、1988年5月11日から9月28日にかけて、フジテレビ系列水曜20時枠で放送された大映テレビ・フジテレビ制作のテレビドラマである。

## あらすじ
警察庁のキャリアである山下大介は、研修先の少年院「多摩女子学園」で院生の自殺に遭遇する。大介は、研修を昇進するためのステップとしか考えていなかったが、この一件で強い衝撃を受けた。彼等を自殺に追い込む原因の一つに学校があると考えた大介は、当時の上司に学校への潜入捜査計画を提案するも「警察は民事介入が出来ない」との理由から却下された。
数年後、大介は警視に昇進、西神田署の署長となり、警視総監の有馬の娘・祥子と婚約までしていた。ところが、署長室に芸者の千代丸を呼んだり、芸者遊びをした事や非番中にストリップ劇場へ行っていた事が有馬に伝わり、閑職である警視庁資料編纂室に左遷となる。
実はこれは大介自身による「闇の潜入捜査班」計画を実現するための作戦であり、仕事が減ったのを逆手に取り、高校の英語教師（夏休みの事件簿編では体育教師）として、高校に潜入し、仲間と共に事件解決に当たっていく。

## 概要
企画時の仮題は「噂のセンセ」また第1話の台本では「噂のスクールコップ」という題名だった。警視が教師に扮して、荒廃した学園に仲間たちと「闇の捜査班」として潜入。ゲリラ捜査によって学校を隠れ蓑に悪事を働く者を成敗し、同時に学校を再建して行く物語。事件の複雑さから1話では解決に至らず、3話から5話で完結するストーリー構成となっている。
演出面では、『スタア誕生』以降の大映ドラマの定番であった「主人公とその周囲の人物が運命に翻弄される」といった路線を取らず、三浦洋一扮する三枚目キャラクターの主人公や地名に由来するレギュラーの登場人物の名前、ナレーションにはみのもんたと小倉智昭（小倉は総集編・番外編のみ）を起用、基本的にはシリアス口調だが、時折軽妙な言い回しも盛り込むなどコメディ的要素の強い演出が試みられている。ただし、みのの語りはシリアス感かつサスペンス感を出す為「◯◯だ」「○◯である」口調の語り、小倉の語りはみのの語りと打って変わって小倉独特の甲高い口調と「○◯です」等の丁寧な語り口である。
また荒唐無稽なストーリー展開、大袈裟な台詞やアクションなど、従来からの大映テレビ製作テレビドラマ特有の演出も健在である。

## 登場人物

### 闇の潜入捜査班
概要 - 警察や民法では手に負えない謎の事件を闇の潜入捜査で事件解決に挑む。大介は潜入捜査時、警察の身分を隠すため、警察手帳と拳銃を携帯していない。
- 山下大介 - 三浦洋一

警視庁史料編纂室・室長、29歳のキャリア警視。1959年生、東京都出身、O型、柔道5段、剣道3段、東京大学法学部OB、闇の潜入捜査班の発案者であり、リーダー。空手の使い手の英語教師（夏休みの事件簿編では体育教師）として潜入するが、実際は格闘は得意ではなく、陰から他のメンバー（特におケイやトン子）に助けられている。教師としての活動時は千代丸からプレゼントされたピアスを耳に付けている。
- 松村恵子 - 伊藤かずえ

多摩少年院収容者、1968年生の20歳、東京都出身、B型、私立高校を中退後スケ番に走り、1986年に多摩少年院に入所。学校へ生徒としての潜入担当。コードネームは「おケイ」。剣道3段で小野派一刀流の使い手。次回予告の顔出しナレーションも担当。
- 大谷富子 - 仁藤優子

多摩少年院収容者、1971年生の17歳、東京都出身、B型、柔道3段、高校を1年で中退。同居していた母が中年男性と男女関係になったのがきっかけで母に反発し、スケ番に走り、1987年に多摩少年院に入所。学校へ生徒としての潜入担当。コードネームは「トン子」。次回予告の顔出しナレーションも担当。
- 千葉まゆみ - 岩崎良美

警視庁資料編纂室勤務の刑事。23歳。当初は、監察官の命令により大介を監視する目的で配属された。やがて大介の潜入捜査に対して、事件解決のヒントになるような事を大介にアドバイスをする。監察官の香川を「ゴキブリ」と軽蔑、毛嫌いしている。
- 伊豆竜也 - 松村雄基

警視庁交通機動隊の白バイ隊員。25歳。少年時代は暴走族に属していたが、補導された時の担当だった相模の情熱に魅かれ、心を入れ替え警察官となる。「生徒たちの事は、生徒同士でないと、分からない」という考えから潜入捜査担当におケイやトン子を推薦し、自身は追跡捜査を担当。
- 相模大五郎 - 名古屋章

警視庁捜査一課刑事。55歳。暴走族のメンバーだった竜也を更生させ立ち直りのきっかけを作った。多摩女子学園の件で大介と知り合い、「エリートコースを捨てても、少年少女のために働きたい」という彼の熱意に絆され協力を申し出る。主に内偵捜査を担当。
- 石川明子 - マッハ文朱

33歳。多摩女子学園教官で、潜入担当者おケイ・トン子を監督する傍ら、闇の潜入捜査班の拠点となるラーメン屋「石川軒」で女将をしている。独身で料理は得意ではない。彼女も大介に気がある。
- 戸塚健一郎 - 梅宮辰夫

多摩少年院院長で、厚い情の持ち主。48歳。追分学園編では、罪を償いたいとの気持ちから少年院に行きたいと叫ぶ丸藤賢二の説得にあたる。

### 警察関係者
- 有馬警視総監 - 加藤武

警視庁のトップで頑固一徹な人物。大介が左遷された際に大介と自分の娘との婚約を破棄させる。聖山学院編の完結編では、事件の黒幕の一人でもあった柏木警視を逮捕した。
- 香川勉 - 清水章吾

有馬警視総監の部下の監察官。あだ名は「ゴキブリ」でゴキブリの様に執念深く、大介を監視するが、そのたびに大介にかわされる。時には闇の捜査班のアジト近辺を監視するが、上手くかわされている。剣道が苦手だが有馬にいつも剣道の練習に付き合わされる。ちなみに「ゴキブリ」と呼ばれているものの、本人はゴキブリが大の苦手。

### その他
- 有馬祥子 - 岡田奈々

警視総監の娘で大介の元婚約者。父から婚約破棄を告げられるが、未練がましく毎回大介を追いかけまわしている。大介との愛をめぐり、芸者の千代丸とともにドタバタを起こす。
- 芸者・千代丸 - 伊藤麻衣子（現・いとうまい子）

大介を愛しているあまり大介の署長時代に署長室に堂々と入室する等お騒がせな部分もあり、毎回追いかけまわしている。警視総監の娘の祥子とは、大介との愛をめぐり、ドタバタを起こす。また大介に頼まれ、お座敷に来た事件関係者から情報を引き出すが、その内容がさらなる推理が必要になる語句や言葉となって大介達に伝わる場合が多い（例えば、「獅子身中の虫」の意として「ライオンが心中した」等）。
- 富山治作 - 坂上二郎

ラーメン屋「石川軒」の隣人。都議会議員で警察の後援団体の役員も兼任している。
- 常連客 - 見栄晴

見栄を張っており、「石川軒」店内でたびたび「まずいラーメン」と言ってはその都度女将の明子に摘み出されている。

### ナレーション
- みのもんた（番外編を除く）
- 小倉智昭（番外編のみ）

## 他の登場人物

### 追分学園編
概要 - 名門の誉れ高かった、追分学園は不良少年のたまり場と化していた。証券会社社長による不良生徒と地上げ屋を使った学校乗っ取り事件を描く。
- 松村医師　(おケイの父) - 原田大二郎

曙橋総合病院の院長。恵子を医者にするため有名私立校に無理やり入学させた事が彼女がグレる原因となる。なお親子間の確執は最後まで解きほぐれる事はなかった。
- 丸藤賢二 - 我王銀次

追分学園で番長と呼ばれる不良生徒。両親がおらず孤児として育つ。大介に度重なる反抗的な態度を取ったが戸塚に説得される。第4話で学園理事長・明石の孫である事が明らかになり、第5話で明石と和解する。
- 田村校長 - 大坂志郎

追分学園高校の校長。相次ぐ生徒の退学や教師の辞意に慌てふためく。
- 明石善之助 - 神山繁

追分学園高校理事長。「生徒が1人になっても学園の看板は降ろさん」と強気を見せるも学園の崩壊に思い悩み倒れていたが、丸藤が孫であることを知り、第5話で彼と和解する。
- 小山教頭 - 金内喜久夫

追分学園の教頭で事件の黒幕の一人。鴨川と共に地上げ屋を使って学園を乗っ取りを企むも闇の捜査班によって成敗される。
- 鴨川義一 - 左とん平

証券会社の社長で事件の黒幕。賢二を利用し追分学園を買収しようと企んだが闇の捜査班の手によって成敗される。第1話から第4話は声のみで登場し、第5話で実際に姿を現す。

### 聖山女学院編
概要 - ある政治家が聖山女学院の乗っ取りを企み、さらには大介の同僚の警視が裏で動き、ある少女を巻き込んだ事件を描く。
- 新庄早苗 - 奥田圭子

少年院出所後美容師見習いとなるが無実の罪を着せられて美容院を解雇され（実際は美容院店主の息子が売上金を着服し、店主が早苗に濡れ衣を着せていた）、自暴自棄になりながらスーパーで万引きしたところを秋山に助けられ聖山女学院に入学したが、いつしか彼の計画に加担させられる。事件解決後は再び少年院へ送られる。
- 秋山順一 - 宮崎達也

聖山女学院の教諭で事件の黒幕の一人。堀尾・豊田・能勢と共に早苗を使って直子らに万引きをさせたが闇の捜査班に成敗される。
- 堀尾謙吉 - 渥美国泰

民政党幹部で事件の黒幕の一人。秋山・豊田・能勢と共に早苗を利用したが闇の捜査班に成敗される。
- 豊田将一郎 - 戸浦六宏

聖山女学院理事長で事件の黒幕の一人。秋山・堀尾・能勢と共に早苗を利用したが闇の捜査班に成敗される。
- 能勢 - 重田尚彦

豊田の秘書で事件の黒幕の一人。秋山・堀尾・豊田と共に早苗を利用したが闇の捜査班に成敗される。
- 香取雪子 - 藤原理恵

聖山女学院生徒
- 上杉直子 - 桜井宏子
- 時江

聖山女学院生徒。山下を罠に陥れる。
- 二宮朝江 - 吉行和子

聖山女学院の校長。時江の一件で秋山共々山下を追及した。
- 柏木靖政 - 田島真吾

警察署長で警視。大介のかつての同僚で祥子の見合い相手。裏の顔は事件の黒幕の一人で最後まで闇の捜査班の捜査の手から逃れていたが、豊田からワイロを受け取っていたため、有馬の手によってあっけなく逮捕される。

### 夏休みの事件簿編
概要 - 北浜高校を舞台に覚せい剤による3人の生徒の殺人事件を描く。
- 溝口吾一 - 磯村憲二

北浜高校の教師で舎監、だがそれは表の顔で実態は暴力団「二本松組」の幹部であり事件の黒幕の一人。生徒に他の生徒らの前で覚せい剤を打ち転落死と見せ掛けて宿舎の屋上から突き落として殺害し、さらに2人の生徒を殺害、おケイとトン子も拉致して殺害しようとするが闇の捜査班の手に落ちる。
- 二本松 - 早坂直家

暴力団「二本松組」の組長、溝口と共に事件の黒幕の一人。おケイとトン子も拉致して殺害しようとするが闇の捜査班の手に落ちる。
- 信子 - 田中美奈子

北浜高校の姉妹校である虹が丘女学院高校の生徒。吾一らに強請られていた。

### セーラー服幽霊編
概要 - 歪で露骨な金儲け主義で崩壊した私立栄育学園で起こった幽霊騒動といじめに耐えかねず自殺した生徒の事件を描く。
- 井上美奈子・田村加奈子 - 桂川昌美

実は双子の姉妹で美奈子が学園での歪ないじめに耐え切れず自殺を図り、加奈子が幽霊姿になり学園に復讐しようする。
- 大久保 - 荒木しげる

栄育学園理事長。学園の崩壊に思い悩む。
- 内田事務長 - 倉石功

事件の黒幕の一人で美奈子を自殺に追い込むも闇の捜査班のえんま大王作戦によりその正体を暴かれる。
- 近藤 - 山本紀彦

教師の一人で事件の黒幕の一人。闇の捜査班のえんま大王作戦によりその正体を暴かれる。
- 川上 - 鷲尾真知子

教師の一人で事件の黒幕の一人。闇の捜査班のえんま大王作戦により事務長や近藤と共に正体を暴かれる。
- 校長 - 真弓田一夫
- 教頭 - 石見栄英

## 放送日程
*放送日はフジテレビ
*視聴率はビデオリサーチ調べ・関東地区
| 放送日         | 話数              | タイトル | 備考 | 脚本     | 監督          | 視聴率 |
| -------------- | ----------------- | --- | --- | -------- | ------------- | ------ |
| 1988年 5月11日 | 第1話             | あぶないセンセ | 追分学園編 | 長野洋   | 土屋統吾郎    | 13.6％ |
| 1988年 5月18日 | 第2話             | 男1人に美女6人 | 追分学園編 | 長野洋   | 土屋統吾郎    | 9.3%   |
| 1988年 5月25日 | 第3話             | 先生が好きです | 追分学園編 | 長野洋   | 土屋統吾郎    | 10.9%  |
| 1988年 6月1日  | 第4話             | 遠きは近くて | 追分学園編 | 長野洋   | 土屋統吾郎    | 8.8％  |
| 1988年 6月8日  | 第5話             | 空とぶにわか芸者 | 追分学園編 | 長野洋   | 土屋統吾郎    | 9.6%   |
| 1988年 6月22日 | 番外編            | アリエスの乙女たちからザ・スクールコップまでまるごとNG集 （他のフジ・大映ドラマも含めた総集編 プロ野球中継の中止により、レインコートとして放送） | アリエスの乙女たちからザ・スクールコップまでまるごとNG集 （他のフジ・大映ドラマも含めた総集編 プロ野球中継の中止により、レインコートとして放送） | -        | 不明          | 9.9%   |
| 1988年 6月29日 | 第6話             | 聖山女学院の巻① | 聖山女学院編 | 大原清秀 | 井上芳夫      | 10.6%  |
| 1988年 7月6日  | 第7話             | 聖山女学院の巻② | 聖山女学院編 | 大原清秀 | 井上芳夫      | 11.6%  |
| 1988年 7月20日 | 第8話             | 聖山女学院の巻③ | 聖山女学院編 | 大原清秀 | 井上芳夫      | 10.7%  |
| 1988年 7月27日 | 第9話             | 聖山女学院の巻（完） | 聖山女学院編 | 大原清秀 | 井上芳夫      | 12.0%  |
| 1988年 8月3日  | 第10話            | 夏休みの事件簿① | 夏休みの事件簿編 | 大原清秀 | 江崎実生      | 11.0%  |
| 1988年 8月10日 | 第11話            | 夏休みの事件簿② | 夏休みの事件簿編 | 大原清秀 | 江崎実生      | 11.9%  |
| 1988年 8月17日 | 第12話            | 夏休みの事件簿（完） | 夏休みの事件簿編 | 大原清秀 | 江崎実生      | 10.2%  |
| 1988年 8月31日 | 番外編            | 名場面集 | 総集編 | -        | 不明          | 12.5%  |
| 不明           | 第13話            | セーラー服幽霊① | セーラー服幽霊編 | 長野洋   | 岡本弘 小島穹 | 12.1%  |
| 1988年 9月21日 | 第14話            | セーラー服幽霊② | セーラー服幽霊編 | 長野洋   | 岡本弘 小島穹 | 13.5%  |
| 1988年 9月28日 | 第15話 （最終回） | セーラー服幽霊（完） | セーラー服幽霊編 | 長野洋   | 不明          | 不明   |

## スタッフ
- 企画 - 春日千春（大映テレビ）、前田和也（フジテレビ）
- プロデューサー - 柳田博美（大映テレビ）、千原博司（大映テレビ）、中尾嘉伸（フジテレビ）、河野雄一（フジテレビ）
- 脚本 - 長野洋、大原清秀
- 音楽 - 菊池俊輔
- 撮影 - 横手丘二 他
- 照明 - 小川正治 他
- 美術 - 本田 衛 他
- 編集 - 本間元治
- 音声 - 佐藤幸哉
- 調整 - 高山秀雄
- 記録 - 広川貴美子
- 制作主任 - 加治屋常幸
- 助監督 - 寺山彰男 他
- 擬斗 - 車邦秀
- 衣装 - 奥本義則
- 結髪 - 佐々木亮子
- 撮影助手 - 小沢左俊 他
- 照明助手 - 福田 真 他
- 美術助手 - 永田勝明 他
- 音声助手 - 土屋和之 他
- 助監督 - 小島正道 他
- 編集助手 - 飯田昭彦
- 選曲 - サウンドオフィス
- 効果 - 東洋音響
- 制作進行 - 金森 保 他
- 仕上進行 - 松本泰生 他
- 広報 - 石田卓子（フジテレビ）
- スチール - 岩宮秀憲
- タイトル - デン・フィルムエフェクト
- 衣装 - 富士衣装
- VTR - 山中宏光
- VTR編集スタジオ - 共同テレビジョン
- 録音（MA）スタジオ - アオイスタジオ
  - 録音 - 星一郎
- 技術協力 - ビデオフォーカス
- 衣装協力 - （株）ダイエー ロリポップ 他
- ロケ協力 - 聖蹟桜ヶ丘 ザ・スクエア 他
- 監督 - 土屋統吾郎、井上芳夫、江崎実生、岡本弘、小島穹
- 制作 - フジテレビ、大映テレビ株式会社

## 主題歌
- 「ロンリー グッドナイト」 歌 - 長山洋子（ビクター）
  - 作詞・作曲 - J.V.Edwards、S.O.Donell、C.Jennings 日本語詞 - 麻生圭子 編曲 - 鷺巣詩郎 レコード - ビクター音楽産業（VMI）

## 前後番組
| フジテレビ系 水曜20時台 | フジテレビ系 水曜20時台 | フジテレビ系 水曜20時台 |
| 前番組                  | 番組名                  | 次番組                  |
| ----------------------- | ----------------------- | ----------------------- |
| プロゴルファー祈子      | ザ・スクールコップ      | 追いかけたいの!         |